# Боярчук Денис Сергійович
Денис Сергійович Боярчук (7 липня 1987, Моршин — 7 серпня 2024, с. Юнаківка Сумської області) — український військовик, старший солдат 80 ОДШБр Збройних Сил України, учасник російсько-української війни.

## Життєпис
Народився 7 липня 1987 року у місті Бородянка Київської області.
Навчався на кулінарному факультеті ВПУ № 34 в місті Стрий.
У 2014 році брав участь в антитерористичній операцій. Після служби працював баристою в Моршині.
З початком повномасштабного вторгнення брав участь у боях у Миколаївській та Донецькій області.
Був оператором 3 десантно-штурмового взводу 6 десантно-штурмової роти 2 десантно-штурмового батальйону.
Загинув 7 серпня 2024 року поблизу Юнаківки Сумської області, за іншими даними поблизу м. Суджа, Курська область.
Похований на Алеї слави Моршинського міського цвинтаря

## Нагороди
- Орден «За мужність» III ступеня (14 жовтня 2024, посмертно) — за особисту мужність і самовідданість, виявлені у захисті державного суверенітету та територіальної цілісності України[3].